# 申江县
申江县，是中华民国汪精卫政权上海（特别）市曾设置的一个县。位于今上海市闵行区浦西部分南部。民国33年（1944年）7月21日，由北桥特别区改置。因黄浦江别称得名。民国31年至民国34年（1942至1945年），松江县朱行地区一度划入。县境南、东部至黄浦江，西至松江县界，北接上海市区。南北最长9.5公里，东西最宽12. 5公里。面积118. 75平方公里。境内居民9.1万余人。县政府驻闵行镇。抗战胜利后，国民政府撤销申江县，恢复战前上海县境域建制，由江苏省接收。

## 行政区划
申江县分为第一至第五5区，民国33年（1944年）8月，5区共下辖9镇32乡。民国34年（1945年）7月，5区共下辖6镇31乡：闵行镇、颛桥镇、马桥镇、塘湾镇、曹行镇、华泾镇，沙冈乡、莺湖乡、吴会乡、紫藤乡、寿华乡、沙竹乡、荷溪乡、汲水乡、三阳乡、大树乡、横泾乡、紫竹乡、德济乡、俞箕乡、众安乡、放鹤乡、瓶山乡、三岗乡、汇桥乡、沙脊乡、俞南乡、俞塘乡、五三乡、六道乡、吴泾乡、观涛乡、甘露乡、唐春乡、关港乡、磊曹乡、净土乡。

## 县长列表
| 姓名   | 任职时间             |
| ------ | -------------------- |
| 许国禄 | 1944年8月～1945年5月 |
| 李光源 | 1945年5月～1945年8月 |